# 槙田紗子
槙田 紗子（まきた さこ、1993年11月10日 - ）は、日本の振付師、プロデューサー。神奈川県出身。NRC PRODUCTION所属。
PASSPO☆の元メンバーであり、女性アイドルグループHey!Mommy!のプロデューサーでもある。加えて、高橋愛が率いるダンスボーカルユニット・GOKI-GENs（ゴキゲンズ）のメンバー。

## 略歴
3歳からダンスを習い始め、小学生の頃にジュニアモデルとして活動。
中学時代に自ら応募した結果、2009年にぱすぽ☆のメンバーに選ばれてデビュー。
2014年にはPASSPO☆の振付や演出、サンミニの振付や作詞などを手掛けたほか、「マキタジャーナル」をはじめとする連載も開始。その後、2015年末にPASSPO☆を脱退。
2016年3月に大学を卒業してからソロ活動を本格化。ソロ写真集の発売にあわせて写真展を開催したほか、初めての主演となる舞台にも出演した。また、様々な事務所に所属するアイドルの振付を担当し、TVCMのポージングなども手掛けた。
2017年にはデジタル一眼レフカメラの広告のほか、カメラ雑誌の表紙・巻頭グラビアを務めるなどしたのち、10月にプラチナムプロダクションとの契約を終了。12月にはオンラインサロンを開設した。
2018年はアイドル・フェス「サコフェス」や朗読劇をプロデュース。また、テレビドラマや初めてのミュージカルに出演した。
2019年は3月に初めて舞台の振付を行い、6月にはクリエイターのためのエージェント「FIRSTORDER AGENT」に参画。12月にオンラインサロンを閉鎖した。
2020年3月には結婚したことを自身のTwitter及びInstagramで公表した。
2021年1月から自らが手掛ける女性アイドルグループのメンバーを選出するためにオーディション「SACO PROJECT!」を開催。合格者により結成されたHey!Mommy!のプロデューサーを務める。また5月頃、過去に振付を手掛けたときめき♡宣伝部の「すきっ!」でハートを作るダンスがTikTokで話題になった。
2022年5月頃に振付を手掛けたFRUITS ZIPPERの「わたしの一番かわいいところ」がTikTokで話題になった。
2024年1月10日、高橋愛が率いるダンスボーカルユニット・GOKI-GENsに加入した

。また、振付を手掛けた超ときめき♡宣伝部の「最上級にかわいいの!」やCUTIE STREETの「かわいいだけじゃだめですか?」などが話題になった。11月に阿久津健太郎との対談記事が公開された
。

## 人物
一人っ子で、中学から大学まで成城学園に通った。成城大学経済学部経営学科卒業。
伊倉愛美は中学・高校の同級生。伊倉がパーソナリティーを務めるテレビ番組のダンス振付を槙田が行った。また、伊倉は槙田が広告を務めたソニー・α7のユーザーでもあった。
ベイビーレイズJAPANの林愛夏は槙田が6歳のころに通っていたダンス教室で知り合ってからの幼馴染で、一緒にディズニーシーに行ったり、「林愛夏と槙田紗子が躍ってみた」動画をYouTubeで公開したりした。
プライベートでも交流があったJKT48・AKB48の近野莉菜とは二人で伊勢神宮に行ったり、餃子を食べに行ったりした。
マキタスポーツは遠戚にあたる。
アイドルオタク（℃-ute他）を公言しており、同じく熱狂的なハロオタである竹中夏海と共にハロー!プロジェクトのコンサートに出掛けたりした。アイドル・フェスで槙田と竹中が騒いでいる様子はタワーレコードの嶺脇育夫にも目撃されており、その印象を「槙田さんが竹中先生と二階席でギャーギャー騒いでたのを覚えています（笑）」と語った。
PASSPO☆時代の愛称は「さこてぃ」。槙田のファンは担当カラーの黄緑にちなんで黄緑パッセンと呼ばれた。BAND PASSPO☆ではギターを担当。阿久津健太郎は槙田が練習している様子を見て「ごまかしのきかないドラムあんにゃギターソロなどを担ったさこてぃの殺気立つストイックさなんてもう凄まじかったです、、笑」と語っている。
アイドル活動休止直前にTwitterアカウント乗っ取り被害にあった。後日、犯人が出頭して示談が成立した。
アイドル・フェス「サコフェス」を主催。vol.1は槙田の誕生月である2018年11月に振付を担当しているグループを集めて開催された。

## 担当した振付
主なもの（最新情報は #サココレオ で検索）
ジャンル別五十音順

### アイドル
アイドルカレッジ・アイドルカレッジ候補生
AXXX1S
ASTROMATE・malika・MerryCute・Liliumove
アップアップガールズ（仮）
アップアップガールズ (2)
いぎなり東北産（STAR PLANET）
=LOVE
いちごみるく色に染まりたい。
泡沫パーティーズ
ukka（STAR PLANET）
【eN】
円神・円神second stage
OCHA NORMA
おむすびコロコロ
Girls Live Project
可憐なアイボリー
CANDY TUNE（KAWAII LAB.）
CUTIE STREET（KAWAII LAB.）
- 「かわいいだけじゃだめですか?」

群青の世界
The WORLD
SANDAL TELEPHONE
サンミニ
疾走クレヨン
JAPANARIZM
SW!CH
SWEET STEADY（KAWAII LAB.）
SUPER☆GiRLS
透色ドロップ
すてねこキャッツ
青SHUN学園
Task have Fun
高嶺のなでしこ
谷麻由里
TEAM SHACHI（STAR PLANET）
超ときめき♡宣伝部（STAR PLANET）
- 「すきっ!」
- 「最上級にかわいいの!」

つばきファクトリー
Tri-Sphere
ナナランド
のんふぃく!
PASSPO☆
1. 「MASK」
2. 「FAKE」
3. 「Not in theory」[41]

パンダドラゴン
Pipping Hot
PINKYCASE
Fragrant Drive
FRUITS ZIPPER（KAWAII LAB.）
- 「わたしの一番かわいいところ」

Hey!Mommy!
まねきケチャ
メイビーME
メイリイ
桃色革命・コスメティックロボット・GRACiAS・momograci
森ふうか
ゆいざらす
夢みるアドレセンス
LOVE CCiNO
LiT
littlemore.
Lila Gray
Lily of the valley
LinQ
Lupinus
LeirA

### ダンス&ボーカルグループ
VIC:CESS
GOKI-GENs
ONE LOVE ONE HEART

### 歌手
岩橋玄樹
小倉唯
川音希
郷ひろみ
小林愛香
鈴木愛理
宮本佳林

### ミュージシャン
アーバンギャルド
4s4ki
オーイシマサヨシ（大石昌良）
Ms.OOJA

### バーチャルYouTuber
因幡はねる
不破湊

### キャラクター
- PlayStation Lineup Video with ASTRO「プペプペパピプパップ」 - 『アストロボット』主人公・アストロ[67]
- スガキヤのオリジナルキャラクター・スーちゃん公式ソング[68]

### ドラマ・映画・アニメ
- 日本テレビ『ブラックスキャンダル』
  - 劇中アイドルグループ Milky road「Have a nice day!」[69]
- 日本テレビ『女の機嫌の直し方』
- 日本テレビ『美食探偵 明智五郎』
  - 劇中アイドルグループ 爆音エンジェルズ「爆発ラブリー☆デイズ」
- 朝日放送テレビ・テレビ朝日系列『素晴らしき哉、先生!』 - オープニング・タイトルバックの振付[70]
- テレビ東京系列『ポケットモンスター レックウザ ライジング』 - エンディングテーマ：Giga & TeddyLoid meets 松田里奈 & 森田ひかる（櫻坂46）「ピッカーン!」[71]

### CM
- なめらか本舗（2016年、常盤薬品） - 指原莉乃（HKT48）のポージング振付[72][47]
- キレイを磨く！エクストリームBeauty（2017年、DHC）[73]
- UP-T（2024年、丸井織物） - AKB48メンバーに振付[74]

### 舞台
- たやのりょう一座 第3回公演『蒲田行進曲』（2019年、浅草木馬亭）[75]
  - 第4回公演『ストリッパー物語』（2020年、浅草木馬亭）[76]
  - 第6回公演 怪盗☆ドラゴンカンパニーvol.1『イサヤ島の王女と神の右腕』[77]（2020年、CBGKシブゲキ!!）
  - 第9回公演 怪盗☆ドラゴンカンパニーVol.2『グレイン島のレジスタンスと禁断の果実』（2022年、CBGKシブゲキ!!）[78]
  - 第10回公演『虚構の森でハローハロー』（2022年8月、六本木トリコロールシアター）
  - 第11回公演『飛龍伝』（2022年12月、紀伊國屋ホール）

## 作品

### サコフェス
- サコフェスvol.1（2018年11月9日、渋谷Milkyway）[79][80]
- サコフェスvol.1.5（2019年6月29日、TwinBox AKIHABARA）[81][82]
- サコフェスvol.2（2019年11月4日、渋谷・duo MUSIC EXCHANGE）[83][84]
- サコフェスvol.3（2020年11月7日、渋谷・duo MUSIC EXCHANGE）[85][86]
- SACO FES DX（2021年11月28日、豊洲PIT）[87][88]
- サコフェス・ハイパー・スペシャル・デラックス!!!（2023年2月18日、Spotify O-WEST）[89]
- SACOFES. UNIVERSE（2024年4月21日、豊洲PIT）[90]

### イベント開催
- さこひとり。vol.1（2016年、プラチナムプロダクションB1）
- 槙田と北口 酒とギターと女と女（2018年、下北沢B&B）- 北口美愛[91]
- 朗読劇『平成最後の◯◯』（2018年、アンソロップアートギャラリー）- 松永天馬[92]

- 「槙田さんのマキタジャーナル」公開収録兼トークイベント（2019年、高円寺パンディット）- 大木亜希子[93]

### 制作
- 川音希フォトブック『in a dream』・『true colors』、カレンダー「かわおの暮らし」（2018年）[94][95]
- 映画『名前』（2018年）- 演出部、助監督[96]
- Girls Live Project（2018年 - 2019年） - スーパーバイザー[97]
- 河地柚奈フォトブック『Nobody knows - yuna 2019』（2019年）[98]
- 川音希2ndアルバム『一人じゃないから』（2019年）- 撮影
- Lily of the valley『東名阪ツアー 〜想いは届く〜』名古屋公演（2019年）- 演出

### 作詞
PASSPO☆
- Not in theory[99]

サンミニ
- Kiss Emotion
- Grow into the star
- Mystery Angel[100]

### 写真展
- 月刊 槙田紗子 × 魚住誠一（2016年、バロンデッセ ラテ＆アートギャラリー）
- 魚住誠一写真展〜槙田紗子2017〜（2017年、バロンデッセ ラテ＆アートギャラリー）
- ふたりさこ展 by 大沼寛行 ＆ 魚住誠一（2018年、ギャラリー・ルデコ）
- 魚住誠一写真展（2022年、恵比寿・山小屋）

## 出演

### イベント
- 考えすぎる集団 オニクナ presents『あれこれ考えすぎる会 Vol.7』（2016年、新宿LEFKADA）[101]
- CP+2017 ソニー主催セミナー『αレンズ その描写力の神髄』（2017年、パシフィコ横浜）[102]
- 映画『イノセント15』トークショー（2017年、渋谷アップリンク）[103]
- バラエティイベント ハコニワ～X'mas SP第一夜～（2017年、下北沢・しもきた空間リバティ）[104]
- 映画『名前』トークショー（2018年、新宿シネマカリテ）[105]
- HMC vol.24 林愛夏Birthday Live（2019年、赤羽ReNY alpha）[106]など
- 魚住誠一presents『高円寺大作戦Vol.10』（2020年、高円寺パンディット）[107]
- 槙田紗子 × 吉田豪『昨年の活動と、これからについて語る会』（2022年、高円寺パンディット）[108]

### ドラマ
- 爆乳三国志（2013年、神ちゃんねる）- 女子高生 役
- 東京タラレバ娘（2017年、日本テレビ）- 客 役
- 青の頃（2017年、YouTube）- りさ子 役
- ブラックスキャンダル（2018年、日本テレビ）- シズカ 役
- 女の機嫌の直し方（2019年、日本テレビ）[109]

### 舞台
- アリスインプロジェクト『ダウト！国立公安女子校』（2012年、銀座博品館劇場）- アヤ 役[110]
- ドラマデザイン社『The Night of Christmouse〜クリスマウスの夜〜』（2016年、ワーサルシアター）- 主演・渡辺佐恵 役[111]
- VUCA『春にして君を離れ』（2017年、新宿スターフィールド）- 主演・忍 役
- LIPS*Sミュージカル『旋律テロル』（2018年、新宿村LIVE）- サラ 役[112]

### ミュージックビデオ
- NSTINDANCETON「Birthday Town」（2018年）

### 広告
- ソニーデジタル一眼カメラα (アルファ)（2017年）- α99 II[113]、α7R II[114]

### 映画
- ボクが修学旅行に行けなかった理由（2013年、アリスインプロジェクト）[115]

### テレビ
- BOOKSTAND.TV（2015年・17年、BS12）[116]
- 濱口女子大学 （2016年、テレビ大阪）[117]
- 紺野、今から踊るってよ（2016年・17年、テレビ東京）[118][119]
- ものづくり日本の奇跡「ヨネックス物語」（2016年、TBSテレビ）
- HOT WAVE（2018年、テレビ埼玉）[120]
- SNS発見アドベンチャー ふぉろみ&ただみ（2023年8月13日、テレビ大阪・テレビ東京系列）[121]
- EIGHT-JAM（2025年4月13日、テレビ朝日）[122]

### ネット配信
- DHC キレイを磨く！エクストリームBeauty（2017年、DHCテレビ）[123]
- 演劇バラエティ『グースエッグシアター リターンズ』（2018年、中目黒TV）
- 写真家・四方伸季のフォトコンテストに俺が勝たせたる（2019年、エプソン）
- 猫舌SHOWROOM 豪の部屋（2019年）[124]
- モクベン（2019年、YouTube Live）[125]
- ABEMA Prime「恋愛禁止ルールは必要？」（2021年、ABEMA）[126]
- @JAM THE WORLDアフタートーク（2022年、ミクチャ） - 橋元恵一

## 書籍

### 写真集
- 魚住誠一『月刊 槙田紗子 × 魚住誠一 in OKINAWA[127]』エムアップ、2017年2月3日。ISBN 9784908984006。
- 魚住誠一『槙田紗子2017[128]』エムアップ、2017年11月10日。ISBN 9784908984082。

### デジタル写真集
- 月刊デジタルファクトリー（エムアップ）- 「月刊」シリーズ
  - 槙田紗子＆魚住誠一 東京山手線一周大作戦 vol.1 - vol.26（2016年 - 2020年）
  - 槙田紗子＆魚住誠一 番外編 横田基地の休日、築地市場（2017年）
  - 魚住誠一の函館ポートレート 槙田紗子、ふたりさこ展 広島編・荒川編、槙田紗子の江ノ島水着の一日（2018年）
  - #ジーパン女子 001 槙田紗子（2019年）

### カレンダー
- 「カメラマン」 >  09 魚住誠一「Saco Makita」（2018年、モーターマガジン社）[129]

### 連載
- 槙田紗子のいってきまきた！！やってきまきた！！（2014年8/2号 - 2015年4/2号、モノ・マガジン）

### ネット連載
- 槙田さんのマキタジャーナル（2014年7月 - 、太田出版ケトル、ヴィレッジヴァンガード）[130]
- 槙田紗子のSako's Report（2015年4月 - 12月、モノ・オンライン）
- 知識はないけど競馬はじめてみた（2016年10月 - 2017年1月、HUSTLE PRESS）
- 本棚ストーリー（2016年10月 - 2017年8月、ホンシェルジュ）
- 槙田紗子のカメラが友達（2016年11月 - 2018年5月、月刊デジタルファクトリー）
- キタコレ！（2018年1月 - 、ヴィレッジヴァンガード）

### 雑誌
- Top Yell （竹書房）
  - 2012年11月号[131]
  - 2013年2月号[132]
  - 2014年9月号[133]
  - 2018年3月号[134]
- Top Yell NEO 2017〜2018（2017年、竹書房）[135]
- フォトテクニックデジタル（玄光社）
  - 2016年5月号
  - 2016年6月号
- デジタルカメラマガジン（インプレス）
  - 2017年5月号 - 表紙・グラビア[136]
  - 2017年10月号
  - 2017年11月号[137]